# Xã Norman, Quận Pine, Minnesota
Xã Norman (tiếng Anh: Norman Township) là một xã thuộc quận Pine, tiểu bang Minnesota, Hoa Kỳ. Năm 2010, dân số của xã này là 248 người.